# Metralha

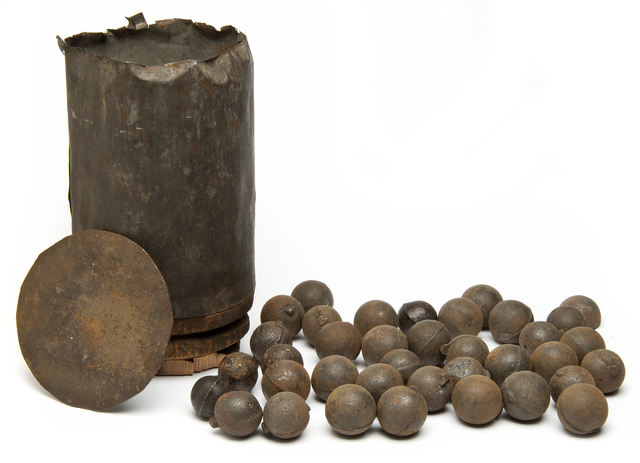
Metralha para um canhão de 12 libras.

Metralha ("canister shot" em inglês), é um tipo de munição antipessoal usado em canhões para combates a curta distância. Consiste num invólucro de metal fino contendo um grande número de balas ou outros pequenos projéteis, tais como esferas, pedras ou pedaços de aço. Estes deixam o invólucro imediatamente após o disparo e seguem trajetórias individuais, como se de uma caçadeira se tratasse.